# Carlo Pallio di Rinco
Carlo Saverio Giuseppe Pallio, conte di Rinco (Torino, 1782 – Torino, 1842), è stato un militare italiano, sindaco di Torino nel 1835.

## Biografia
Figlio del conte Giuseppe, fu paggio reale, decurione di Torino dal 1814, e intraprese la carriera militare.
Fu sindaco di Torino, nel 1835, con Luca Martin di San Martino.
Nel 2016 è stato ricordato dall'allora sindaca Chiara Appendino per aver dichiarato, il primo settembre 1835, che «il Corpo Decurionale determina unanimemente di fare, con un espresso voto diretto a tale unico intento, una pubblica manifestazione di sensi religiosi e della devozione per la Beata Vergine che egli, a nome di tutta la Popolazione Torinese, qui dichiara solennemente di professare».